# Saturday Night (Whigfield-dal)
A Saturday Night című dal a dán Whigfield első debütáló kislemeze a Whigfield című stúdióalbumról. A dal 1993-ban jelent meg először a Prodisc kiadónál Spanyolországban. 1994-ben újra megjelent Európában, és világszerte sikeres lett, így több slágerlistára is felkerült. A dalt Larry és Pignagnoli, és Davide Riva producerek készítették.
A dal egyből az első helyre került az Egyesült Királyság kislemezlistáján, megelőzve ezzel a Wet Wet Wet Love Is All Aound című dalát. A megjelenés hetében a kislemezből 65.000 példány fogyott, majd 104.000 példány talált gazdára. A kislemezből összesen 1,18 millió példányt értékesítettek végül az Egyesült Királyságban.

## Előzmények és megjelenés
A dán Sammoe Charlotte Carlson - művésznevén Whigfield - , divattervezést tanult Koppenhágában, majd modellként Olaszországba, Bolognában ment, ahol modellként és egy éjszakai klubban kezdett el dolgozni. Az egyik klub lemezlovasa Davide Riva figyelt fel rá, és meggyőzte hogy énekeljen. Pár próbafelvételt követően az olasz producer, Larry Pignagnoli is megnézte a lányt, majd felajánlotta neki, hogy felvegyék a Saturday Night című dalt. Larry Pignagnoli már a 80-as évek és 90-es évek elején több sikeres dalt tudhatott magáénak, mielőtt a Saturday Night című dal megszületett volna. A dalt több mint 20 alkalommal vették fel, mire elkészült a végleges verzió. Whigfield nyilatkozott is a dallal kapcsolatban: "A dal szövege olyan, mint egy óvodásoknak írt dal. A rímek, a dal mondanivalója, eléggé bugyuta"
A dalt egyetlen lemezkiadó cég sem érdekelte, így nem is foglalkoztak annak kiadásáról. De miután egy híres spanyol lemezlovas lejátszotta a dalt a World Dance Music című rádióműsorában, a dal iránti érdeklődés megnőtt. Az első kiadást a spanyol Prodisc labelje alatt jelent meg, majd 1994 januárjában Olaszországban is megjelent a dal, hatalmas sikert aratva, majd év végén az Egyesült Királyság nyaralóinak körében is sikeres volt. A dalt Észak-Amerikában 1995. februárjáig nem jelentették meg.

## Videóklip
Whigfield a hivatalos videóklipben a tükör előtt állva készülődik a szombat esti bulira.

## Megjelenések
12"  Spanyolország Prodisc – P-004-B
- A Saturday Night (Dida Mix) 4:36
- B1 Saturday Night (Nite Mix) 4:07
- B2 Saturday Night (Beagle Mix) 4:55

## Slágerlista
| Slágerlista (1993–1995)               | Legjobb helyezések |
| ------------------------------------- | ------------------ |
| Ausztria (Ö3 Austria Top 40)          | 4                  |
| Belgium (Ultratop 50 Flanders)        | 14                 |
| Kanada Top Singles (RPM)              | 31                 |
| Kanada Dance/Urban (RPM)              | 1                  |
| Denmark (IFPI)                        | 2                  |
| Europe (European Hot 100 Singles)     | 1                  |
| Franciaország (Single Top 100)        | 2                  |
| Németország (Media Control Charts)    | 1                  |
| Iceland (Íslenski Listinn Topp 40)    | 2                  |
| Ireland (IRMA)                        | 1                  |
| Italy (Hit Parade Italia)             | 1                  |
| MTV Europe                            | 4                  |
| Hollandia (Top 40)                    | 7                  |
| Hollandia (Single Top 100)            | 17                 |
| Norvégia (VG-lista)                   | 2                  |
| Scotland (Official Charts Company)    | 1                  |
| Spain (AFYVE)                         | 1                  |
| Svédország (Sverigetopplistan)        | 9                  |
| Svájc (Schweizer Hitparade)           | 1                  |
| Egyesült Királyság (UK Singles Chart) | 1                  |
| UK Dance (Official Charts Company)    | 2                  |
| US Billboard Hot Dance Club Play      | 19                 |
| Zimbabwe (ZIMA)                       | 3                  |
| Slágerlista (1997)                    | Legjobb helyezések |
| Australia (ARIA Charts)               | 78                 |

| Slágerlista (1994)                           | Helyezés |
| -------------------------------------------- | -------- |
| Kanada Dance/Urban (RPM)                     | 23       |
| Franciaország (SNEP)                         | 30       |
| Hollandia (Dutch Top 40                      | 37       |
| Svájc (Schweizer Hitparade)                  | 23       |
| Egyesült Királyság (Official Charts Company) | 2        |
| Slágerlista (1995)                           | Helyezés |
| Kanada Dance/Urban (RPM)                     | 44       |
| Franciaország (SNEP)                         | 52       |

## Minősítések
| Ország             | Minősítés | Eladások  |
| ------------------ | --------- | --------- |
| Franciaország      | ezüst     | 125.000   |
| Németország        | platina   | 500.000   |
| Norvégia           | arany     | 5.000     |
| Egyesült Királyság | platina   | 1.180.000 |